# Tombe mégalithique de Ca Na Costa
La tombe mégalithique de Ca Na Costa, appelée localement Es Rellotge, est une sépulture préhistorique située entre les centres urbains de La Savina et d'Es Pujols, dans la partie occidentale de l'île de Formentera, dans l'archipel des Îles Baléares. L’édifice, généralement classé parmi les dolmens, se distingue toutefois par son architecture très originale, unique en son genre dans le mégalithisme de l'archipel.

## Description
Le dolmen a été édifié sur une petite langue de terre offrant une large vue panoramique sur la zone lacustre peu profonde connue sous le nom de l'Estany Pudent. L'architecture de la tombe est unique en son genre, elle rappelle celle de certaines tombes catalanes, en particulier le dolmen de Mas Pla. 
La chambre est de forme légèrement elliptique (3,80 m de diamètre). Elle est délimitée par 6 orthostates en calcaire, d'une hauteur moyenne de 2 m, encastrés dans une rainure creusée dans le sol rocheux et calés par de petites pierres. On accède à la chambre par un couloir, ouvrant à l'ouest, constitué de deux rangées quasi-parallèles de dalles de taille moyenne s'élargissant progressivement de l'extérieur de la tombe vers la chambre et s'achevant sur une dalle percée d'une ouverture rectangulaire. Le mode de couverture de la tombe demeure inconnu. 
L'ensemble est entouré par un tumulus circulaire en gradins comprenant trois cercles concentriques. Le premier cercle est constitué de trois ou quatre assises de pierres de taille petite et moyenne entourant les orthostates de la chambre. Le second cercle comprend des orthostates (dix-sept ont été conservées sur les vingt-deux estimés) disposés selon une disposition radiale à intervalles réguliers d'environ 1 m, faisant probablement office de contreforts. Le dernier cercle est constitué de pierres de petite taille posées à plat.

## Matériel archéologique
Le matériel archéologique découvert comprend de la céramique, un matériel lithique, des ossements humains et quelques éléments de parure. La céramique est constituée de bols hémisphériques et semi-sphériques, avec un décor incisé de style campaniforme. Les vestiges d'ossements humains trouvés étaient en mauvais état. Ils correspondent à l'inhumation de huit individus (deux femmes et six hommes), âgés de 20 à 55 ans, d'une taille moyenne comprise entre 1,50 m et 1,60 m, dont un squelette masculin correspondant à un individu d'environ 1,90 m de hauteur. Les éléments de parure comprennent deux petites chaines de collier et quinze boutons en os. 
Les datations obtenues sur les ossements recueillis correspondent à un intervalle compris entre 2040 et 1740 av. J.-C.. Édifié au Campaniforme ou à l'Épicampaniforme, le dolmen a été utilisé tout au long de l'Âge du bronze.

## Importance
La fouille de la tombe a apporté une contribution importante à l'histoire de Formentera, car jusqu'alors, on pensait que la présence humaine la plus ancienne sur l'île ne remontait pas au-delà de la période punique (IVe siècle av. J.-C.).